# 社会民主党 (韓国 2024)
社会民主党（しゃかいみんしゅとう、韓国語: 사회민주당）は韓国の政党。福祉国家を掲げる社会民主主義政党である。
2025年7月現在、国会において1議席を有している。

## 概要
韓国における中道左派政党である正義党（現・民主労働党）内の派閥である「新しい進歩」に所属していた党役員と党員によって結成された。2024年4月10日の第22代総選挙では、当時の最大野党であった共に民主党の比例政党である共に民主連合に参加、1名が当選して院内進出を果たした。
ヨーロッパの社民主義政党、特にフィンランドをモデルにしており、国家ビジョンとして革新的福祉国家を掲げている。朝鮮統一問題では従来の進歩政党とは異なり、統一優先ではなく、平和的2国家体制を主張している。また事務総長のチョン・ホソンは盧武鉉政権で報道官を務めた人物で「民主党より盧武鉉らしく、正義党より魯会燦らしく」を掲げ、親盧派志向が強いとされている。

## 党役員
| 役職名 | 氏名                               | 備考                         |
| ------ | ---------------------------------- | ---------------------------- |
| 代表   | 韓昌旼（ハン・チャンミン、한창민） | 第22代国会議員。             |
| 副代表 | 林明姫（イム・ミョンヒ、임명희）   | 社民党江原特別自治道党委員長 |
| 副代表 | 鄭恵然（チョン・ヘヨン、정혜연）   | 社民党ソウル市党委員長       |

出典

## 沿革
- 2023年
  - 7月7日 - 新しい進歩所属の正義党役員であるチョン・ヒョンシクを中心とした60名が集団離党[4]
  - 9月20日 - 党名を「社会民主党」に確定[5]。
  - 9月24日 - 結党発起人大会を開催[5][6]。
- 2024年
  - 2月3日 - 基本所得党が主導する新進歩連合（選挙連合政党）に開かれた民主党と共に参加（候補者が個別合流して参加）[7]
  - 2月15日 - 政党登録[8]
  - 2月18日 - 結党報告大会開催[9][10]
  - 4月10日 - 第22代総選挙、共に民主連合から立候補した1名が当選[11]。